# Michael Elo
Michael Elo (født 9. August 1949 i Danmark) er en dansk musiker og tegnefilmsdubber. Han har skrevet musikken til "Lige der hvor hjertet slår", der vandt Dansk Melodi Grand Prix 1991, og har skrevet sange til flere andre bidrag i konkurrencen.

## Karriere
I 1969 blev han kortvarigt medlem af folkemusikgruppen Quacks efter Michael Bundesen var trådt ud.
I 1973 hjalp Elo Shu-bi-dua med den første indspilning af nummer "Fed Rock", idet han kom med en firespors-båndoptager.
I 1976 sang Elo kor på Shu-bi-duas sang "De tre små grise" fra gruppens tredje album Shu-bi-dua 3.
I 1979 skrev Elo melodien til "Du er min melodi" som Jannie Høeg deltog i Dansk Melodi Grand Prix 1979. Teksten blev skrevet af Mogens Thomsen. Året efter deltog Daimi Gentle med sangen "Fri mig", som Elo havde skrevet både musik og tekst til. Igen ved Dansk Melodi Grand Prix 1981 var Elo repræsenteret med sangen "En tragisk komedie", som han havde skrevet teksten til, mens Kasper Winding havde skrevet musikken. Sangen blev fremført af Carsten Elmer og Jørgen Klubien.
I midt-80'erne var han forsanger i AOR-gruppen (album-orienteret rock) De 5, der yderligere bestod af bl.a. Torben Johansen (guitar), Frede Ewert (keyboards) og Lars Danielsson (bas). De udgav to albums, i 1985 og 1986, produceret af henholdsvis Kim Sagild og Jørgen Thorup. I dag regnes begge albums for kult indenfor genren, også internationalt.
Han medvirkede på Blasts andet album Blast 2 (1986), og igen i 1988 på Fan.
Han skrev musikken til vindersangen i Dansk Melodi Grand Prix 1991, "Lige der hvor hjertet slår", der blev sunget af Anders Frandsen. Sangen klarede sig knapt så godt i Rom ved det Internationale Grand Prix.
Før det havde Michael Elo optrådt adskillige gange i Eurovisionens Melodi Grand Prix som backupsanger for de danske deltagere.
Endvidere var Michael Elo en af dommerne i den danske "look-alike"-talentkonkurrence Stjerneskud i 1995.
Udover sine musikalske evner har han også lagt dansk stemme til adskillige tegnefilm, og har ligeså sunget og oversat en masse sangtekster fra Disney, bl.a. titelsangen fra Bubbi-Bjørnene, Chip & Chap: Nøddepatruljen og den originale titelsang fra Rip, Rap og Rup på eventyr. Mange vil endvidere kende ham for at være sangeren på den danske Pokémon-titelsang, samt for at være den oprindelige stemme til Professor Oak.

## Film og Stemmearbejde
Denne liste er ikke fuldendt. Hjælp gerne med at udvide den

### Film og tv[6][7][8][9]
- Terror (1977) - Sang
- Walter og Carlo i Amerika (1989) - Sang
- Rip, Rap og Rup på eventyr (1989) - Titelsang
- Bubbi Bjørnene (1989) - Titelsang
- Muppet Babies (1989) - Oversættelse
- Teenage Mutant Ninja Turtles (1989-1996) - Øvrig medvirkende
- Chip & Chap - Nøddepatruljen (1990) - Titelsang
- Rip, Rap Og Rup På Eventyr - Jagten På Den Forsvundne Lampe (1991) - Titelsang
- Luftens Helte (1992) - Titelsang
- Svaneprinsessen (1994) - Sang
- Regnorm Jim (1995) - Instruktør, Titelsang og Øvrig medvirkende
- Balto (1995) - Balto
- Dragon Ball Z (1996) - Nappa og diverse stemmer
- Lille Nemo I Drømmeland (1997) - Nemos Far og Oompe
- Pokemon (1998-2022) - Titelsang, Professor Oak, Gozu, Hala, Ikari, Kagetora, Machamps Træner og Stadion speaker
- Markus Melon (1998-1999) - Diverse stemmer
- Muppets fra rummet - Den store Muppet rejse (1999) - Bubba og Noah
- SvampeBob Firkant (1999) - Øvrig medvirkende
- Sabrina (1999) - Onkel Quigley
- Anders Ands Ønskejul Med Mickey Mouse Og Venner (2000) - Sang
- Lærerens Kæledække (2000) - Instruktør
- Pokémon 2 - Kun én har styrken (2000) - Lugia og Professor Oak
- Pokémon 3 (2001) - Professor Oak
- Vampyrer, Pirater Og Rummænd (2001) Titelsang og Øvrig medvirkende
- Grumme eventyr med Billy og Mandy (2001) - diverse stemmer
- Kim Possible - (2002) Steve Barkin, Agent Delta, Duff Killigan
- Balto 2 (2002) - Balto
- Teenage Mutant Ninja Turtles (2003-2009) - Øvrig medvirkende
- Der var engang... (2004) - Sømand og Tyk Hofman
- Gurli Gris (2004-2024) - Far gris
- Balto 3 (2004) - Balto
- Rumnørderne (2005) - Gumbers
- Peter Pedal (2006) - Ivan
- Jul i Svinget (2007) Sang og øvrig medvirkende
- The Simpsons Movie (2007) - Moe Szyslak
- WALL-E (2008) - Diverse roller
- Flapjack (2009-2010) - Dokter Barber
- My Little Pony: Venskab er ren magi (2011) - Discord og Apple Splid
- Gumballs fantastiske verden (2011) - Gaylord Robinson og diverse stemmer
- Gravity Falls (2012) - Sherif Blob, Dipper Pines, 8 Ball, Adams Æblos, Bamsetræ, Blinde Ivan, Brovten, Dommer Misse-Misse-Miav-Miav-Kat-Schwartstein, Dr. Beardface, Dr. Karate, Engelske Hundefyr, Formskifter, Gammel Spøgelsesmand, Harry Lermand, Hr Pooltjek, Kærlighedsgud, Landmand Sprott, Multi-Bjørn, Ricco, Sergei, Snyderen, Tidsbaby, Tosse Torben, Voks-Larry King, Alvorlig mand, Bikerflok, Bævere, Dansende mand, Fortæller, Fotograf, Gammel manotaurus, Gris i TV, Kok, Mænd, Manotaur, Minearbejder, Monstre, Nisse, Pioner, Pterodactylus, Reklamestemme, Rig far, Speaker, Turist, Turistfamilie, TV-vært, Vagt, Betjent, Bizar væsen, Cowboy, Diabolik, Enarmet vandskabning, Fange, Folk, Fransk golfbold, Franskmand, Gammel mand, Ged, Heks, Hollændere, Hoo-ha rotte, Kommentator, Krigsmonster, Kyklop, Lilleput-kor, Gladiator, Computerstemme, Tilmelder, Mandehovede, Minearbejder, Mineformand, Nisse-politichef, Nisser, Nøglehul, Pirater, Publikum, Ridder, Skabning, Skeletter, Skorpion, Sofa, Spøgelse, Swat-agenter, Taxachauffør, Zombier, og Ældre mand
- Klovn Forever (2015) - Sang
- Det Ukendtes Skov (2015) - Titelsang og øvrig medvirkende
- Peter Pedal 3 (2015) - Sang og øvrig medvirkende
- Gry og Regnbueriget (2017) - Regnbuekongen, Prustestønne-Bjerge, Roligmus, Mænd, Rød yetifar, Folk, Gnom, Vagt, Yeti og Uvejrssky
- Gåsen på måsen (2018) - Banzou og Mildew
- Toy Story 4 (2019) - Sang

## Diskografi
Solo
- Me (1972)
- The E. S. Corporation (1977) med Per Stan og Tommy Seebach. ''I'd hate to be alone'' og ''Singin' Woh-oh, Singin' Yeah-Yeah''
- Snapshot (1982)

Med Quacks
- "Bang" (1969)

Med andre kunstnere
- "Disco Tango" af Tommy Seebach fra 1979 - Elo på kor
- "De tre små grise" af Shu-bi-dua fra Shu-bi-dua 3 (1976) - Elo på kor
- "Afrika" af Nanna Lüders

Titelsange
- Bubbi-Bjørnene
- Luftens Helte
- Rip, Rap og Rup på eventyr
- Chip & Chap: Nøddepatruljen
- Rip, Rap og Rup på eventyr: Jagten på den forsvundne lampe (1990)
- Pokémon